# 菖蒲
菖蒲（学名：Acorus calamus），也叫做水菖蒲、白菖蒲、藏菖蒲，古名蒖、䒢，是一种菖蒲科的水生草本植物。菖蒲分布很广，整个温带基本都能找到它，中国各地也都有分布。
菖蒲可以提取芳香油；端午节有把菖蒲叶和艾草捆一起插於簷下的习俗；根莖可製香味料。亦稱为尧韭。

## 形态
多年生草本。外皮黄褐色，芳香，肉质根多数，每年春日從根莖簇生剑状线形葉，長约30公分，最长能到80厘米，排成两行，主脉显著。初夏葉間抽花莖，著生黃绿色花，花序柄三棱形，花序肉穗花序圆柱形，花葶基出，佛焰苞叶状；子房圆柱形；浆果长圆形，红色。

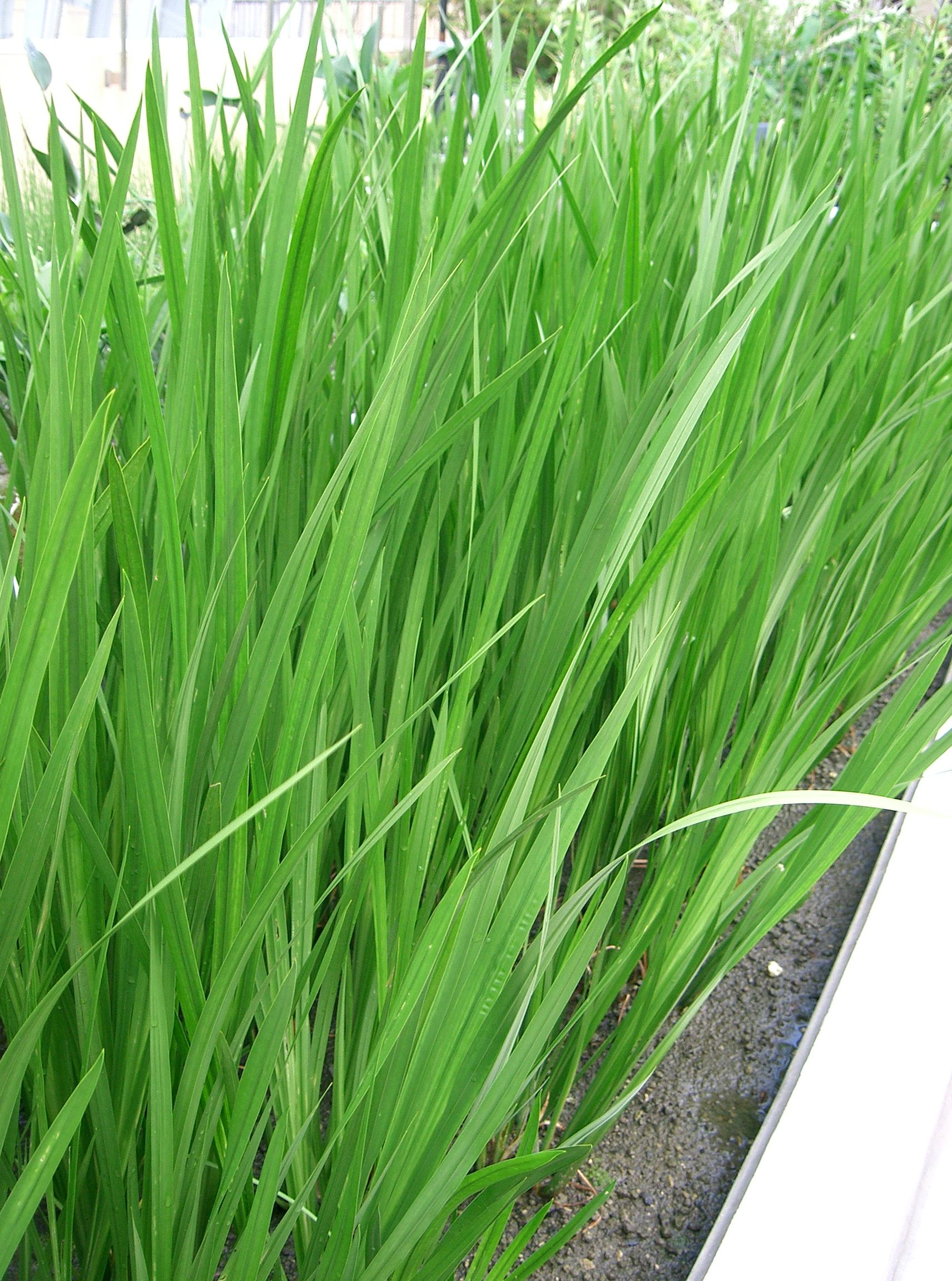
葉
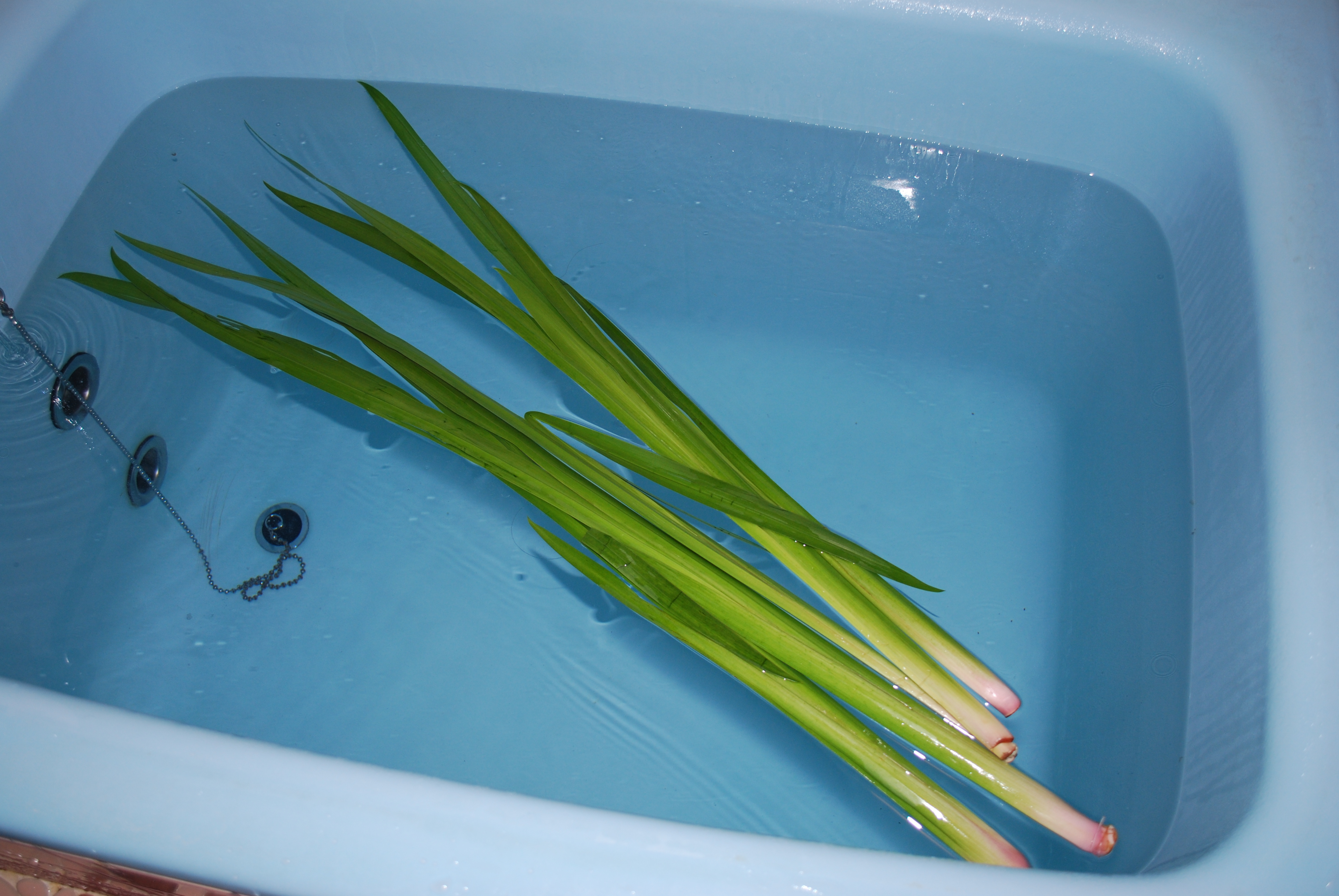
日本5月5日儿童節這一天，全家用菖蒲水洗熱水澡，祛灾除病。
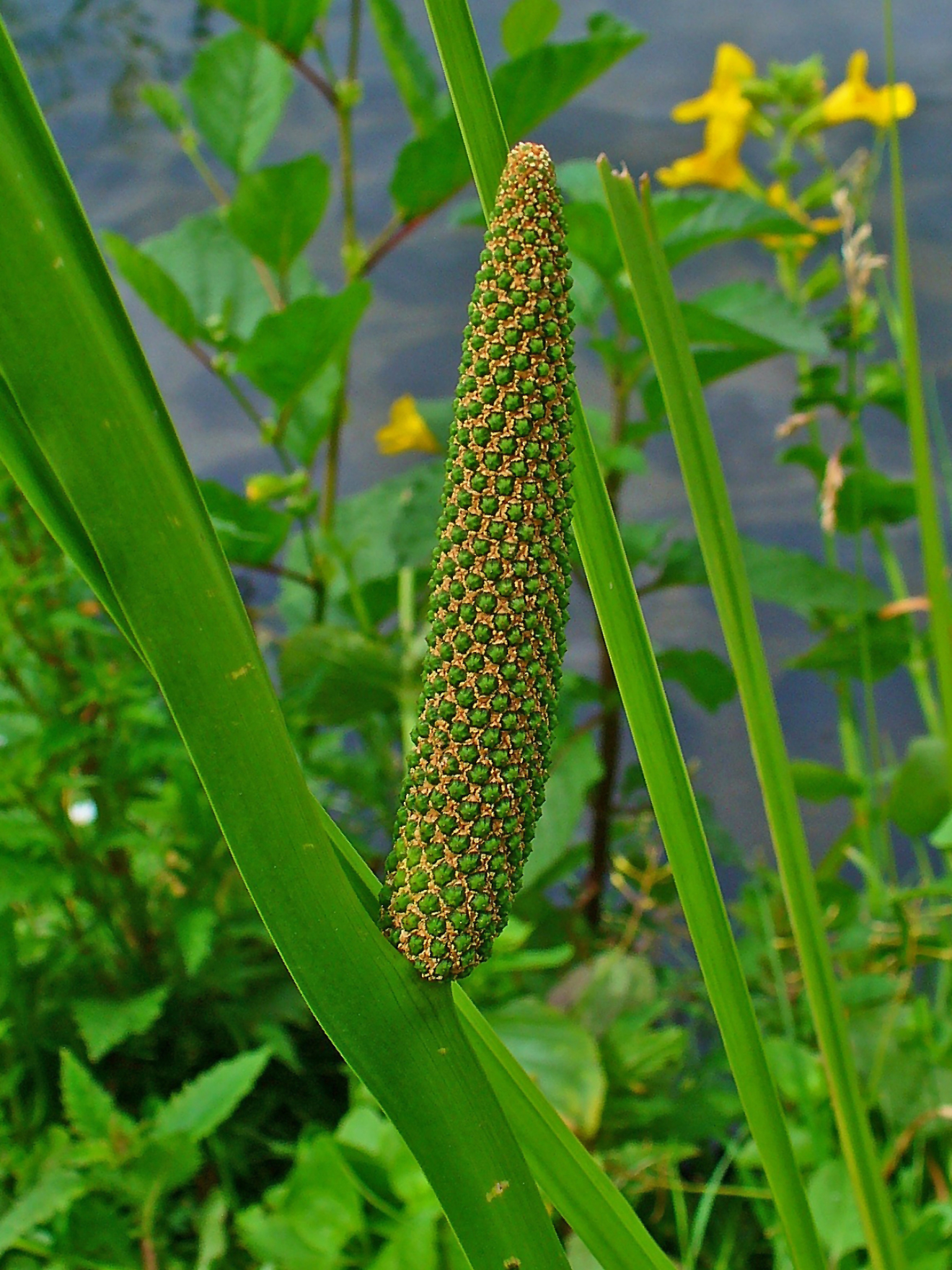
花序
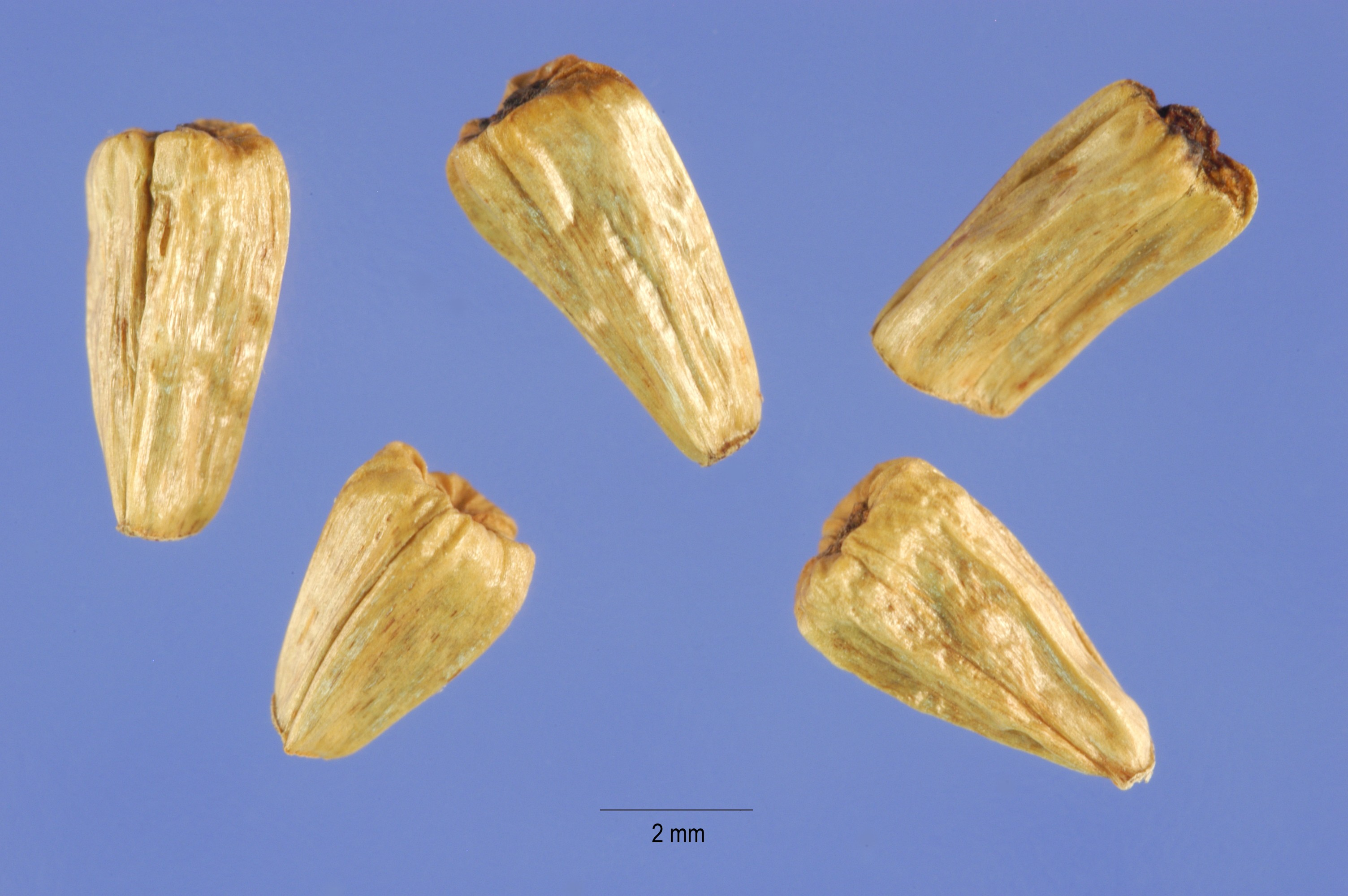
種子

## 延伸阅读
[在维基数据编辑]
 《植物名實圖考·菖蒲》，出自吳其濬《植物名實圖考》

## 外部連結
- 菖蒲, Changpu （页面存档备份，存于） 藥用植物圖像數據庫 (香港浸會大學中醫藥學院) （繁體中文）（英文）
- 水菖蒲 Shui Chang Pu （页面存档备份，存于） 中藥標本數據庫 (香港浸會大學中醫藥學院) （繁體中文）（英文）
- 菖蒲（物种明细页面）[] 中国植物志